# Paul Dognin
Paul Dognin, född 1847, död 1931, var en fransk entomolog som specialiserade sig i sydamerikanska fjärilar. Han namngav 101 arter.
Hans samling med över 82 000 exemplar, inklusive 3 000 egna arter, delas mellan franska Muséum national d'histoire naturelle och amerikanska National Museum of Natural History. Delar av samlingen såldes till William Schaus, som skänkte den till National Museum of Natural History.